# アニメポケットモンスター TVアニメ主題歌ソング集 パーフェクトベスト
『ポケットモンスター TVアニメ主題歌ソング集 パーフェクトベスト』（ポケットモンスター・テレビアニメしゅだいかソングしゅう・パーフェクトベスト）は、日本のテレビアニメ『ポケットモンスター』の主題歌が収録されているコンピレーション・アルバム。2003年4月23日と2006年4月26日にメディアファクトリーから発売された。

## Vol.1

### 内容
- テレビアニメ『ポケットモンスター』を主に、一部『ポケットモンスター アドバンスジェネレーション』の主題歌に起用された楽曲が収録されている。
- ジャケットにはピカチュウ、アチャモ、キモリ、ミズゴロウが描かれている。

### 収録曲
1. アドバンス・アドベンチャー〜Advanced Adventure〜 [4:11]
歌：GARDEN
テレビ東京系列アニメ『ポケットモンスター アドバンスジェネレーション』第1オープニングテーマ
2. そこに空があるから [4:12]
歌：江崎とし子
テレビ東京系列アニメ『ポケットモンスター アドバンスジェネレーション』第1エンディングテーマ
3. Ready Go! [4:53]
歌：田村直美
テレビ東京系列アニメ『ポケットモンスター』第5オープニングテーマ
4. ポケッターリ モンスターリ [3:27]
歌：可名
テレビ東京系列アニメ『ポケットモンスター』第13エンディングテーマ
東宝配給アニメ映画『ピカ☆ピカ星空キャンプ』エンディングテーマ
5. めざせポケモンマスター [4:09]
歌：Whiteberry
テレビ東京系列アニメ『ポケットモンスター』第4オープニングテーマ
6. 前向きロケット団! [2:53]
歌：ロケット団（ムサシ、コジロウ、ニャース/ソーナンス）
テレビ東京系列アニメ『ポケットモンスター』第12エンディングテーマ
7. OK! [3:27]
歌：松本梨香
テレビ東京系列アニメ『ポケットモンスター』第3オープニングテーマ
8. ニャースのパーティー [3:19]
歌：ニャース（犬山犬子）/ムサシ（林原めぐみ）/コジロウ（三木眞一郎）
テレビ東京系列アニメ『ポケットモンスター』第7エンディングテーマ
9. ポケモンはらはらリレー [3:16]
歌：愛河里花子
テレビ東京系列アニメ『ポケットモンスター』第8エンディングテーマ
10. タケシのパラダイス [3:40]
歌：タケシ（上田祐司）
テレビ東京系列アニメ『ポケットモンスター』第10エンディングテーマ
11. ぼくのベストフレンドへ [3:46]
歌：岩崎宏美
テレビ東京系列アニメ『ポケットモンスター』第11エンディングテーマ
12. ライバル! [3:59]
歌：松本梨香
テレビ東京系列アニメ『ポケットモンスター』第2オープニングテーマ
東宝配給アニメ映画『劇場版ポケットモンスター 幻のポケモン ルギア爆誕』オープニングテーマ
13. タイプ:ワイルド [3:24]
歌：松本梨香
テレビ東京系列アニメ『ポケットモンスター』第5エンディングテーマ
14. ラプラスにのって [3:49]
歌：カスミ（飯塚雅弓） / ラプラス（愛河里花子）
テレビ東京系列アニメ『ポケットモンスター』第6エンディングテーマ
15. めざせポケモンマスター [4:12]
歌：松本梨香
テレビ東京系列アニメ『ポケットモンスター』第1オープニングテーマ
16. ひゃくごじゅういち [3:59]
歌：オーキド博士とポケモンキッズ
テレビ東京系列アニメ『ポケットモンスター』第1エンディングテーマ
17. ニャースのうた [4:09]
歌：ニャース（犬山犬子）
テレビ東京系列アニメ『ポケットモンスター』第2エンディングテーマ
ニッポン放送『犬山犬子のポケモンアワー』エンディングテーマ
18. ポケットにファンタジー [3:59]
歌：さち&じゅり
テレビ東京系列アニメ『ポケットモンスター』第3エンディングテーマ
19. ポケモン音頭 [4:18]
歌：ガルーラ小林 / ドガース（石塚運昇）
テレビ東京系列アニメ『ポケットモンスター』第4エンディングテーマ

## Vol.2

### 内容
- テレビアニメ『ポケットモンスター アドバンスジェネレーション』の主題歌に起用された楽曲が収録されている。
- ジャケットにはピカチュウが描かれている。
- 初回限定盤と通常盤の2形態で発売され、初回限定盤には特典として「アドバンス・アドベンチャー〜Advanced Adventure〜」から「ポケモンかぞえうた」までの全10曲からなるテレビアニメのオープニング・エンディング映像を収録したDVDが同梱された。

### 収録曲
1. ポケモンシンフォニックメドレー（TVバージョン）〜POKEMON SYMPHONIC MEDLEY〜 [1:29]
演奏：三留一純
テレビ東京系列アニメ『ポケットモンスター アドバンスジェネレーション』第3オープニングテーマ
2. アドバンス・アドベンチャー〜Advanced Adventure〜 [4:11]
歌：GARDEN
テレビ東京系列アニメ『ポケットモンスター アドバンスジェネレーション』第1オープニングテーマ
3. チャレンジャー!! [3:50]
歌：松本梨香
テレビ東京系列アニメ『ポケットモンスター アドバンスジェネレーション』第2オープニングテーマ
4. いっぱいサマー!! [3:07]
歌：田村直美
テレビ東京系列アニメ『ポケットモンスター アドバンスジェネレーション』第4エンディングテーマ
5. ポルカ・オ・ドルカ [3:51]
歌：ニャース（犬山イヌコ）&ノルソル合唱団
テレビ東京系列アニメ『ポケットモンスター アドバンスジェネレーション』第2エンディングテーマ
6. バトルフロンティア [3:35]
歌：髙屋亜希那
テレビ東京系列アニメ『ポケットモンスター アドバンスジェネレーション』第4オープニングテーマ
7. スマイル (NEWバージョン) [4:57]
歌：江崎とし子
テレビ東京系列アニメ『ポケットモンスター アドバンスジェネレーション』第3エンディングテーマの新録バージョン。
8. GLORY DAY 〜輝くその日〜 [3:52]
歌：GARDEN
テレビ東京系列アニメ『ポケットモンスター アドバンスジェネレーション』第5エンディングテーマ
9. そこに空があるから [4:12]
歌：江崎とし子
テレビ東京系列アニメ『ポケットモンスター アドバンスジェネレーション』第1エンディングテーマ
10. ポケモンかぞえうた [3:34]
歌：金沢明子
テレビ東京系列アニメ『ポケットモンスター アドバンスジェネレーション』第6エンディングテーマ
11. ポケモン言えるかな?2004 [4:18]
歌：KABA.ちゃん with 愉快な仲間×3
12. ハロー!サンキュー! [3:41]
歌：ベッキー&ポケパークKIDS合唱団
劇場版『ポケモン3Dアドベンチャー ミュウを探せ!』エンディングテーマ
13. バトルフロンティア (バラードバージョン) [2:16]
歌：髙屋亜希那